# Nataša Mataušić
Nataša Mataušić (rođena 1956.) je hrvatska povjesničarka.

## Životopis
Osnovnu školu i gimnaziju završila je u Zagrebu i diplomirala povijest i arheologiju na Filozofskom fakultetu Sveučilišta u Zagrebu. Od 1984. godine kustosica je Zbirke fotografija, filmova i negativa Muzeja revolucije naroda Hrvatske, odnosno od 1991. Hrvatskoga povjesnog muzeja. Od 1999. godine bila je predsjednica Upravnog vijeća Spomen-područja Jasenovac.
Za vrijeme Domovinskog rata priredila je desetak fotografskih izložbi o ratnim razaranjima i stradanju u Hrvatskoj. Autorica je izložbi i kataloga izložbi: Fotografski zapisi hrvatskoga antifašističkog pokreta (Zagreb, 1995.), Sva sila put Visa (Vis, 1996.), Ususret Zavičajnom muzeju otoka Visa (Vis, 1999.), Spomen-područje Jasenovac 1968-1999. (Jasenovac, 1999.), Proboj logoraša, 22. travnja 1945. (Jasenovac, 2000.), Batinska bitka (Batina, 2001.), Počeci logorskog sustava Koncentracioni logor Jasenovac, kolovoz 1941. - veljača 1942 (Jasenovac, 2002.). U prosincu 2007. godine autorica je koncepcije izložbe u Hrvatskom povijesnom muzeju u Zagrebu, El Shatt - Zbjeg iz Hrvatske u pustinji Sinaja, Egipat (1944. – 1946.). Stručna je suradnica na nekoliko izložbi iz suvremene povijesti (I. Zasjedanje ZAVNOH-a u Otočcu, III. Zasjedanje ZAVNOG-a u Topuskom, Hrvatska u 20. stoljeću, Sjećanja na Domovinski rat).
Objavljuje članke iz područja muzeologije u stručnim muzejskim časopisima.

## Djela
- Jasenovac 1941. – 1945. Logor smrti i radni logor, Javna ustanova Spomen-područje Jasenovac, Jasenovac-Zagreb, 2003.
- Jasenovac Fotomonografija, Spomen područje Jasenovac, Zagreb, 2008.
- Jasenovac: the brief history, Jasenovac Memorial Site, Jasenovac, 2011. (prijevod na engleski jezik: Janet Berković)[4]
- Žene u logorima Nezavisne Države Hrvatske, SABA RH, Zagreb, 2013.